# Grande Motte
La Grande Motte (3.653 m s.l.m.) è una montagna francese del Massiccio della Grande Casse (Alpi della Vanoise) delle Alpi Graie, situata nel dipartimento della Savoia.

## Caratteristiche

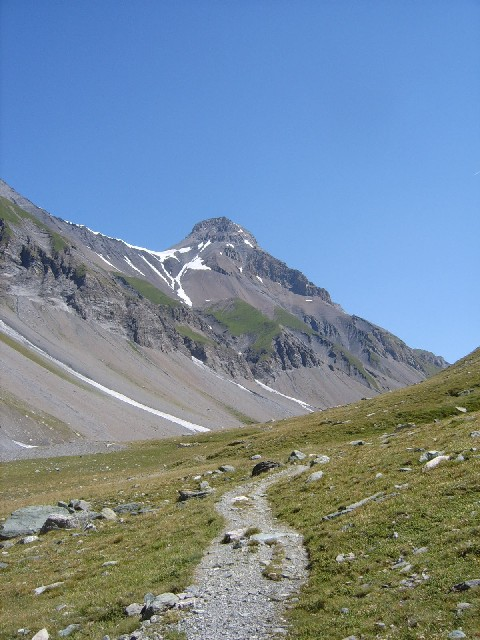
La montagna dalla valle della Leisse.

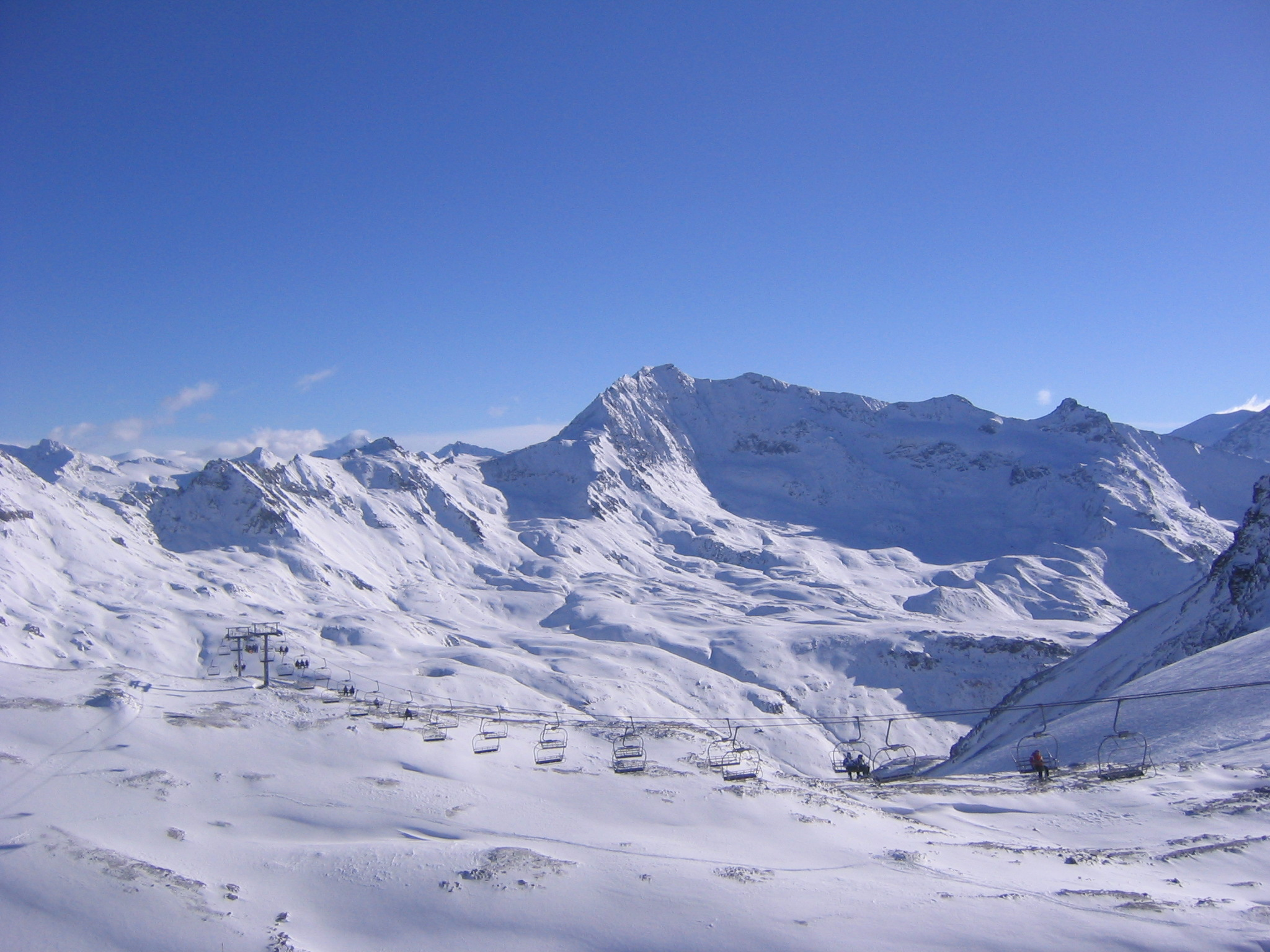
Sci estivo sulla Grande Motte.

Si trova tra la valle di Champagny-en-Vanoise e quella della Leisse. Si presenta come una grande cupola innevata. Sul monte si trovano i più grandi impianti di sci estivo della Francia. Tali impianti si fermano a 250 m dalla vetta e fanno parte dell'Espace Killy.

## Salita alla vetta
La via normale di salita alla vetta parte da Tignes e si svolge per la parte principale lungo le piste dello sci estivo.
In alternativa e con percorso molto più lungo si può salire sulla vetta partendo da Termignon. Si può lasciare l'automobile alla località Bellecombe (2.020 m). Di qui proseguendo in direzione nord si risale il versante sud della montagna.